# Ruta Nacional 93 (Argentina)
La Ruta Nacional 93 era el nombre que tenía antes de 1980 la carretera de 98 km. en el oeste de la Provincia de Santiago del Estero, República Argentina, que une el empalme con la Ruta Nacional 34 en el pueblo de Pozo Hondo y el límite con la Provincia de Tucumán.
Mediante el Decreto Nacional 1595 del año 1979 la jurisdicción de este camino pasó a la Provincia del Santiago del Estero.

## Localidades
Las ciudades y pueblos por los que pasa esta ruta de noreste a sudoeste son los siguientes (los pueblos con menos de 5.000 habitantes figuran en itálica).

### Provincia del Santiago del Estero
Recorrido: 98 km (kilómetro 0-98).
- Departamento Jiménez: Pozo Hondo (kilómetro 0).
- Departamento Banda: Gramilla (km 20).
- Departamento Río Hondo: El Charco (km 33), Charco Viejo (km 38), Pozuelos (km 42), Vinará (km 52), Termas de Río Hondo (km 67) y Villa Río Hondo (km 79).